# Kecamatan Gunungkencana
Kecamatan Gunungkencana är ett distrikt i Indonesien.   Det ligger i provinsen Banten, i den västra delen av landet, 100 km sydväst om huvudstaden Jakarta.